# Gedenksteen Jan van Hoof (Joris Ivensplein)

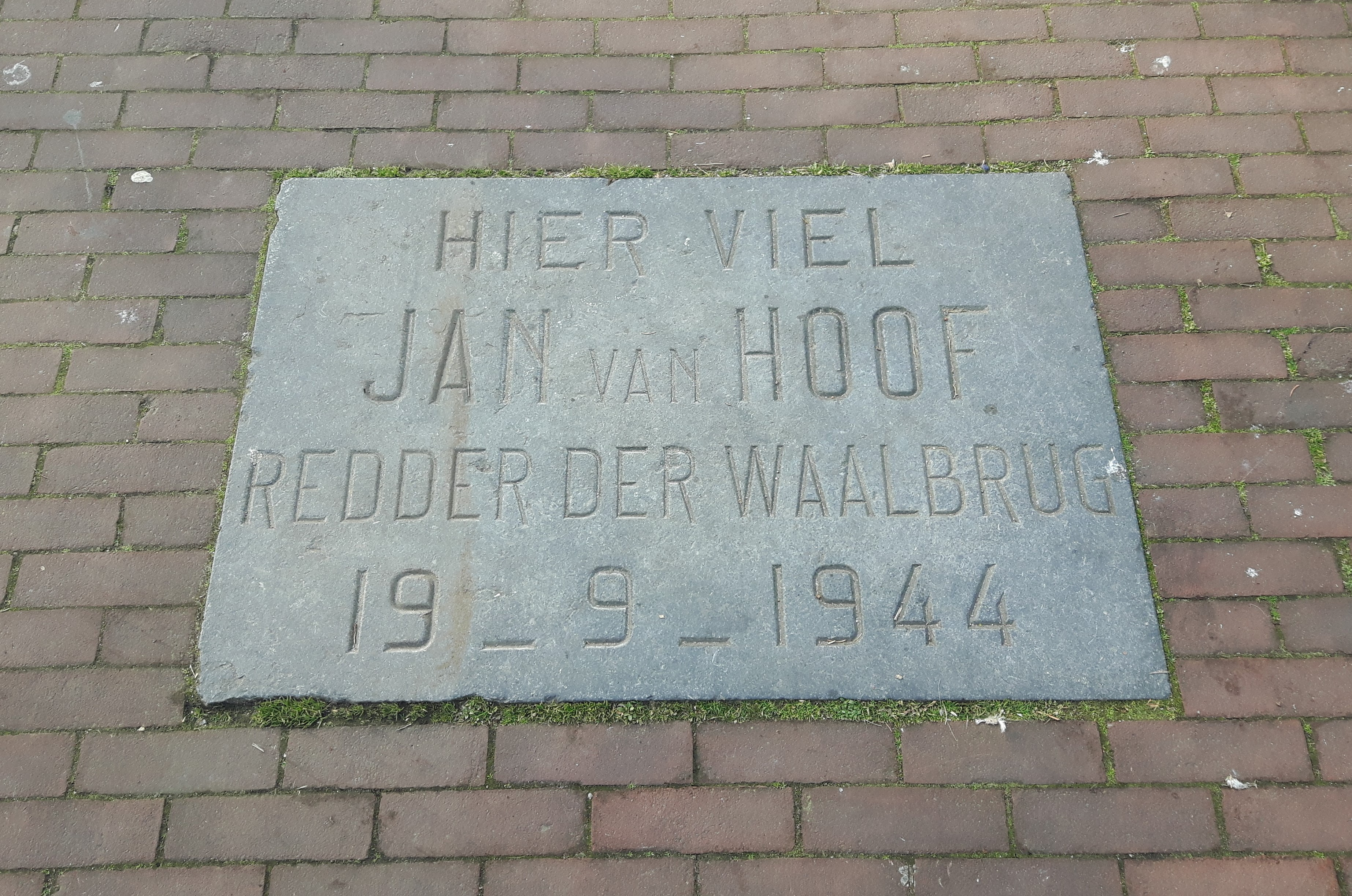
Gedenksteen voor Jan van Hoof

De Gedenksteen voor Jan van Hoof bevindt zich op de plek waar de Nijmeegse verzetsstrijder Jan van Hoof op 19 september 1944 om het leven kwam. Een jaar later, op 19 september 1945 werd de herdenkingstegel aangebracht, met de tekst:
HIER VIEL
JAN VAN HOOF
REDDER DER WAALBRUG
19-9-1944
De tegel werd geplaatst in het trottoir van de Lange Hezelstraat op de hoek met Nieuwe Markt. De verkeerssituatie en straatnamen ter plaatse zijn sinds 1945 meerdere malen veranderd. Als gevolg werd de gedenksteen verschillende keren verplaatst. De laatste keer in 2008, om de plek van het monument autovrij te houden. Momenteel bevindt de gedenksteen zich op het Joris Ivensplein. De gedenksteen, ingemetseld in het trottoir is 56 centimeter lang en 1 meter breed.

## Trivia
- Ook op de Waalbrug bevindt zich een monument ter nagedachtenis aan Jan van Hoof
- Het Nijmeegse Verzetsmonument herinnert ook aan Jan van Hoof en andere Nijmeegse verzetsstrijders.